# Rotenhain
Rotenhain ist eine Ortsgemeinde im Westerwaldkreis in Rheinland-Pfalz. Sie gehört der Verbandsgemeinde Westerburg an.

## Geographie
Rotenhain liegt neun Kilometer nordwestlich von Westerburg.
Zu Rotenhain gehört der Ortsteil Todtenberg sowie die Wohnplätze Am Bahnhof, Stockumer Mühle und Todtenbergermühle.

## Geschichte

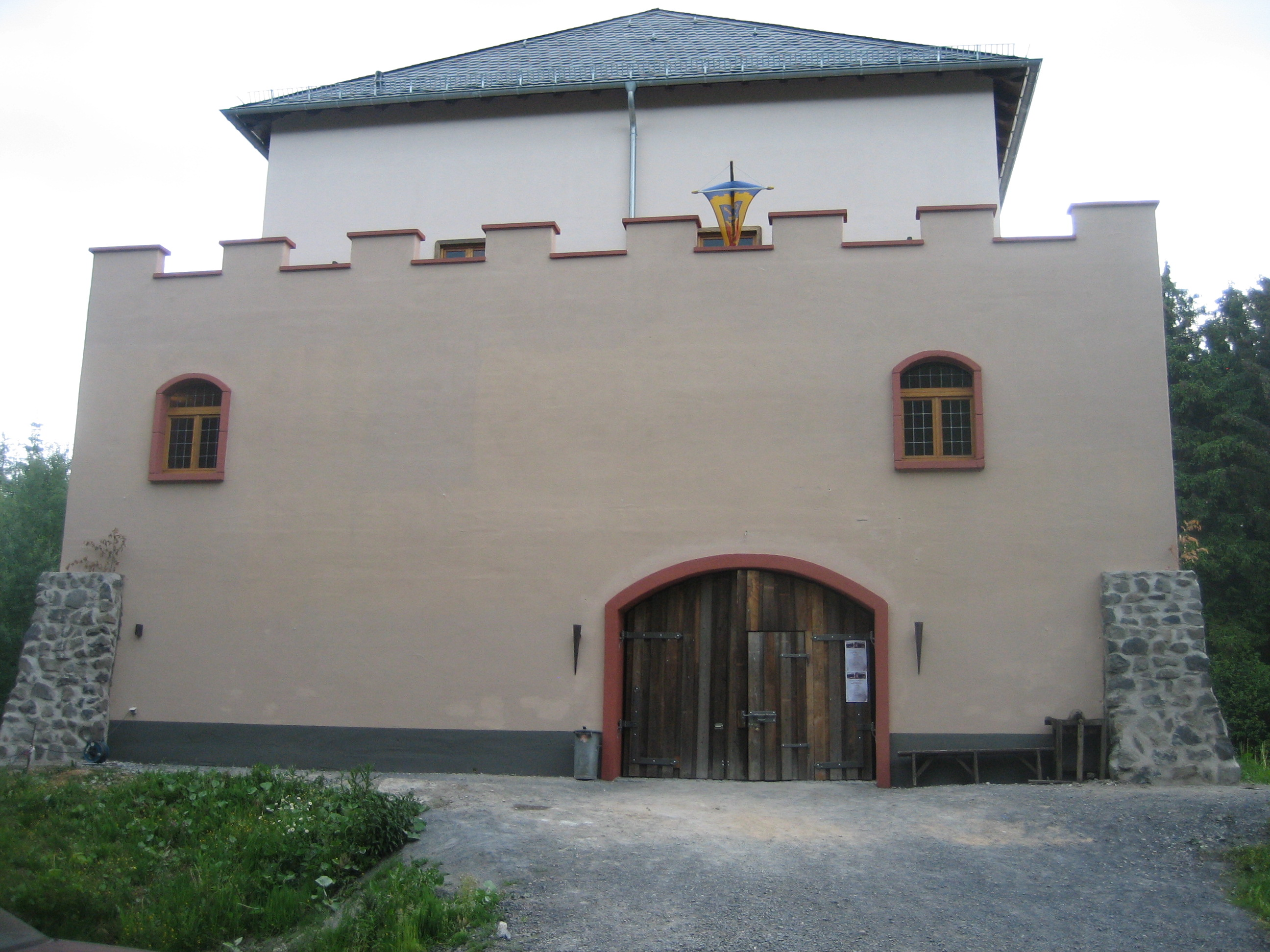
Alte Burg

Die Endung -hain deutet auf eine Gründung des Orts im frühen 11. Jahrhundert hin. Das Martinspatrozinium der Kirche kann auf einen Ursprung im spätkarolingischen Königsgut des 10. Jahrhunderts hindeuten, vermutlich aber als Feldkirche ohne benachbarte Siedlung. Die fassbare Ersterwähnung Rotenhains stammt aus dem Jahr 1289 und weist den Ort als Teil der Grafschaft Diez aus. Im Jahr 1537 wird der Ort als vormaliger Sitz einer Vogtei des Hauses Nassau-Hadamar angesprochen, die zu diesem Zeitpunkt an den Grafschaften Nassau-Dillenburg und Königstein gemeinsam gehörte. Von 1557 an war Nassau-Königstein alleiniger Landesherr. Die Vogtei war sehr ausgedehnt und erstreckte sich von Hammerstein am Rhein bis nach Beselich nahe dem Grafensitz Hadamar. Es handelte sich jedoch nicht um ein geschlossenes Territorium, sondern um einen Bereich, in dem Vogtleute als persönliche Untertanen der Vogtei in den Territorien anderer Landesherren lebten. Diese Struktur und die Tatsache, dass die Vogtleute gewisse Freiheitsrechts besaßen, deutet darauf hin, dass es sich bei der Vogtei ursprünglich um ein Königsgut gehandelt hatte.
Ein Gericht Rotenhain wird 1471 erstmals erwähnt, ein Kirchspiel 1483. Die Gerichtsverhandlungen fanden am Kirchhof statt. Als zum Gericht gehörende Orte werden vom 16. bis zum 18. Jahrhundert meist Bellingen, Lochum, Stockum, der heutige Nistertaler Ortsteil Büdingen, Enspel und Langenhahn mitsamt dessen heutigem Ortsteil Hintermühlen, der heute in Rotenhain aufgegangenen Ort Todtenberg sowie das später wüst gefallene Sottenbach genannt. Die Zugehörigkeit zum Kirchspiel war ähnlich, wobei Langenhahn ursprünglich nach Willmenrod pfarrte und erst im frühen 17. Jahrhundert kirchlich nach Rotenhain kam. Stockum, Enspel und Büdingen wurden 1563 im Zug der Reformation nach Marienberg umgepfarrt. 1816 kamen Püschen und der heutige Langenhahner Ortsteil Hölzenhausen zur Pfarrei Rotenhain. Im frühen 20. Jahrhundert folgte abschnittsweise die Aufspaltung des großen Kirchspiels in kleinere Pfarreien. Schultheiße im Kirchspiel sind von 1471 an bis zur Abschaffung des Amts mit der Gründung des Herzogtums Nassau nachgewiesen, Bürgermeister von 1721 an.
Ein Teil des Kirchspiels, wohl alle Orte außer Langenhahn und denjenigen an der Erhebung Stöffel, bildeten zudem eine Markgenossenschaft zur Bewirtschaftung des gemeinsamen Waldes. Diese Gemeinschaft bestand von spätestens 1525 bis zur Aufteilung des Walds unter den beteiligten Gemeinden 1784. Ein Schulmeister im Ort ist 1590 erstmals nachgewiesen, der dort Unterricht für Kinder aus dem gesamten Kirchspiel hielt. Kurz nach 1590 wurde das vormalige Beinhaus zum Schulhaus umgebaut. Ende des 17. Jahrhunderts wurden, zunächst nur für den Betrieb im Winter, Schulhäuser in den Kirchspielorten errichtet.
Eine Mühle bei Rotenhain wird 1325 erstmals erwähnt. 1525 gab es im gesamten Kirchspiel jedoch keine Mühle mehr. 1547 wurde eine neue Mühle errichtet, die heute noch vorhandene Stockumer Mühle. Ein Wirtshaus im Ort wird für das frühe 16. Jahrhundert erstmals genannt. Neben einzelnen Handwerkern scheint es kein nennenswertes Wirtschaftsleben im Ort gegeben zu haben.
1545 werden für Rotenhain sieben Türkensteuerpflichtige genannt, 1738 20 Feuerstellen. Ebenfalls im Jahr 1738 wird ein jüdischer Einwohner erwähnt. Für 1809 wird die Bevölkerungszahl mit 143 angegeben, für 1818 mit 197 und für 1851 mit 209.
Der Name des Dorfes wurde am 3. Juli 1937 aufgrund seines „unschönen“ Klangs von Rotzenhahn in Rotenhain geändert.
Die heutige Gemeinde wurde am 7. Juni 1969 aus den Gemeinden Rotenhain und Todtenberg neu gebildet.
An einer bislang nicht lokalisierten Stelle in der heutigen Gemarkung befand sich der Ort Leinkauten, der 1356 erstmals und 1650 letztmals erwähnt wurde.

### Todtenberg
Der ehemals selbstständige, heute nur noch als Ortsteil von Rotenhain bestehende Ort Todtenberg wurde erstmals 1261 als Doderinberch erwähnt. An dieser Namensform ist noch stärker als an späteren die Herleitung aus einem Personennamen erkennbar. Die 1566 erbaute Todtenberger Mühle befindet sich heute in der Gemarkung von Enspel. 1545 sind für den Ort fünf Türkensteuerpflichtige überliefert. 1711 werden sechs Feuerstellen genannt, 1738 zehn Feuerstellen, 1809 65 Einwohner und 1851 101 Einwohner.

## Politik

### Bürgermeister
Thomas Ziomek wurde 2010 Ortsbürgermeister von Rotenhain. Bei der Direktwahl am 26. Mai 2019 wurde er mit einem Stimmenanteil von 86,74 % für weitere fünf Jahre in seinem Amt bestätigt. Er wurde im Juni 2024 wiedergewählt.
Ziomeks Vorgänger Hubertus Limbach hatte das Amt von 1994 bis 2009 ausgeübt.

### Wappen
| Wappen von Rotenhain | Blasonierung: „Unter blauem Zinnenschildhaupt, darin ein goldener schreitender und hersehender Löwe, in Rot eine goldene Waage, gespalten von einer goldenen gestürzten eingeschweiften Spitze, darin ein rotes gestürztes Schwert.“ |
| Wappen von Rotenhain | |

## Kultur und Sehenswürdigkeiten

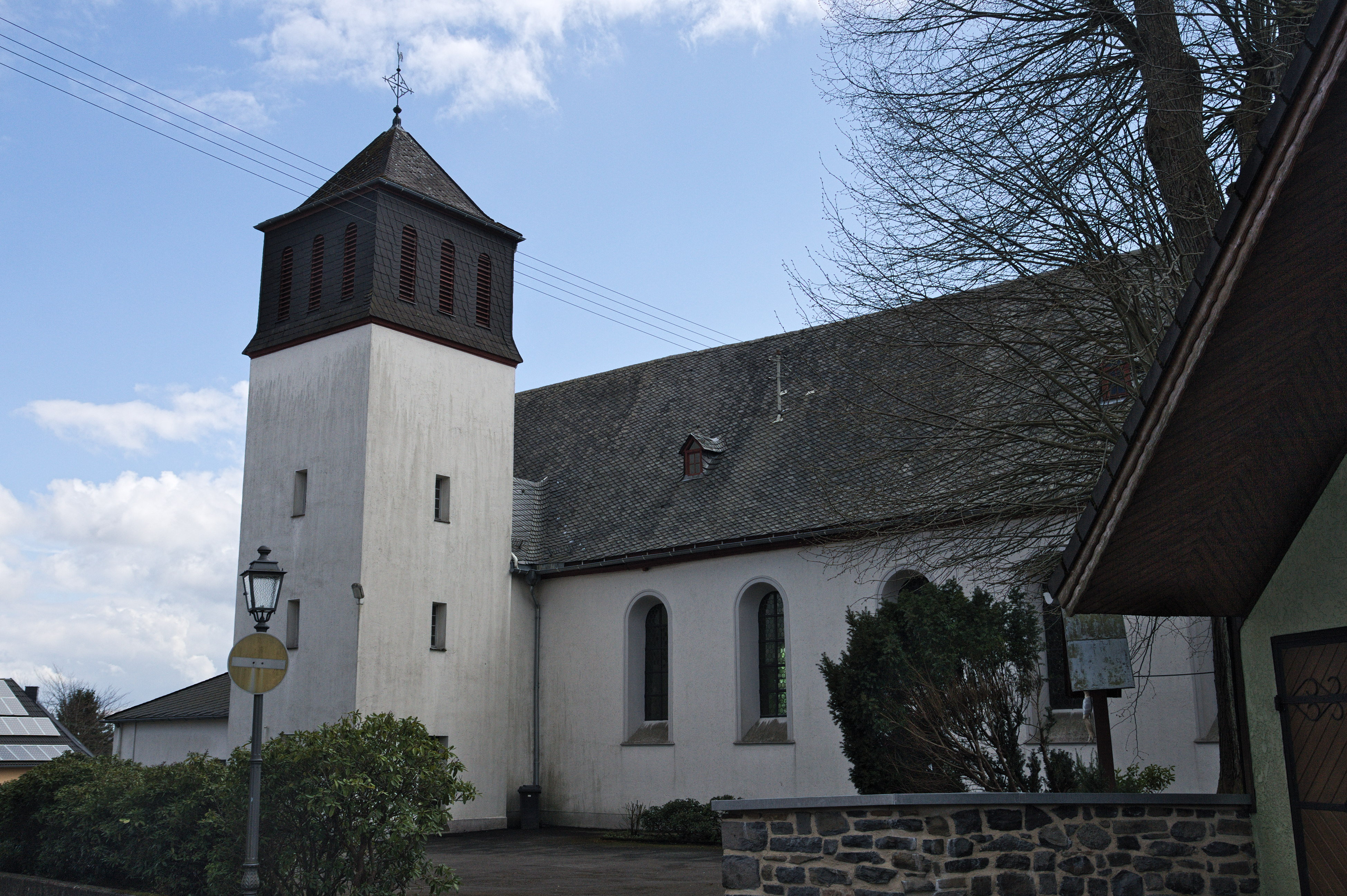
Pfarrkirche St. Martin

In Rotenhain liegt die Alte Burg zu Rotzenhahn aus der zweiten Hälfte des 13. Jahrhunderts. Die „Burg“ ist eine spätmittelalterliche Turmhügelburg (Motte), wahrscheinlich diente sie als Zollstation an der alten Handelsstraße. Die Grundfläche der Alten Burg beträgt 240 Quadratmeter (16 × 15 m), die Turmburg hat einen zweigeschossigen Unterbau mit Zinnenabschluss und einen eingeschossigen Oberbau. Der Verein Historica Rotenhain e. V. hat die Alte Burg rekonstruiert. Dabei wurden über 6000 Arbeitsstunden und eine halbe Million Euro investiert, um die Burg stilgemäß wieder aufzubauen und einzurichten. Deren Fundament war 1997 bei Wegbauarbeiten in der Gemarkung Alte Burg gefunden worden.
Die Pfarrkirche St. Martin stammt aus dem Jahr 1220. Das heutige Kirchenschiff wurde 1743 errichtet. 1939 wurde der in Teilen noch romanische Turm abgerissen und durch einen Neubau ersetzt. Zugleich erfolgte eine Erweiterung des Schiffs nach Westen. Später wurde auch das wohl noch gotische Chorhaus abgebrochen, um das Schiff auch nach Osten zu erweitern. Sehenswert ist ein Wandmosaik aus über 50.000 Einzelsteinen. Die Kirche verfügt über eine Glocke aus dem Jahr 1400 und eine aus dem Jahr 1458.

## Verkehr

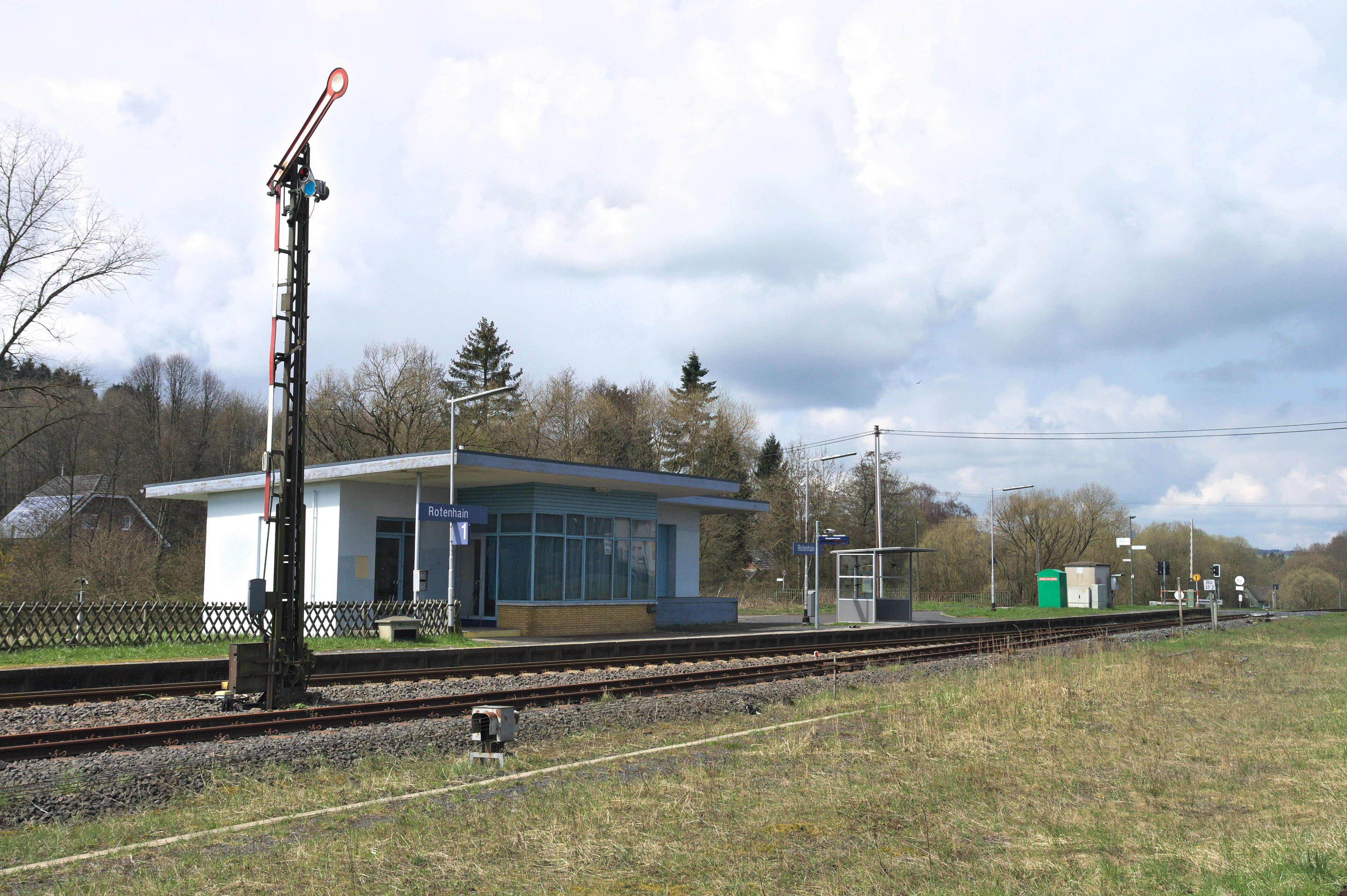
Bahnhof Rotenhain 2016

- Südwestlich der Gemeinde verläuft die Bundesstraße 255, die von Montabaur nach Herborn führt. Die nächste Autobahnanschlussstelle ist Montabaur an der A 3 Köln–Frankfurt am Main.
- Auf der Gemarkung der Nachbargemeinde Stockum-Püschen befindet sich die Bahnstation Rotenhain an der Oberwesterwaldbahn. Sie wird von Zügen der Linie RB 90 der Hessischen Landesbahn unter der Marke Dreiländerbahn bedient, die stündlich von Limburg (Lahn) über Westerburg, Hachenburg, Altenkirchen, Au (Sieg), Betzdorf, Wissen (Sieg) und Siegen nach Kreuztal verkehren. Der Bahnhof Rotenhain ist als Ensemble ist denkmalgeschützt. Er wurde im Oktober 2017 zu einem Haltepunkt zurückgebaut.[9]
- Am Bahnhof Au (Sieg) besteht Anschluss an den Rhein-Sieg-Express RSX, welcher als RE 9 von Aachen über Köln, Troisdorf, Siegburg/Bonn und Betzdorf (Sieg) nach Siegen pendelt, zur S 12, welche von Düren über Köln nach Au verkehrt sowie zur Regionalbahn in Richtung Siegen.
- Am Bahnhof Limburg (Lahn) besteht Anschluss an die Regionalzüge in Richtung Frankfurt, Wiesbaden, Koblenz, Gießen und Montabaur/Siershahn.